# Аміди

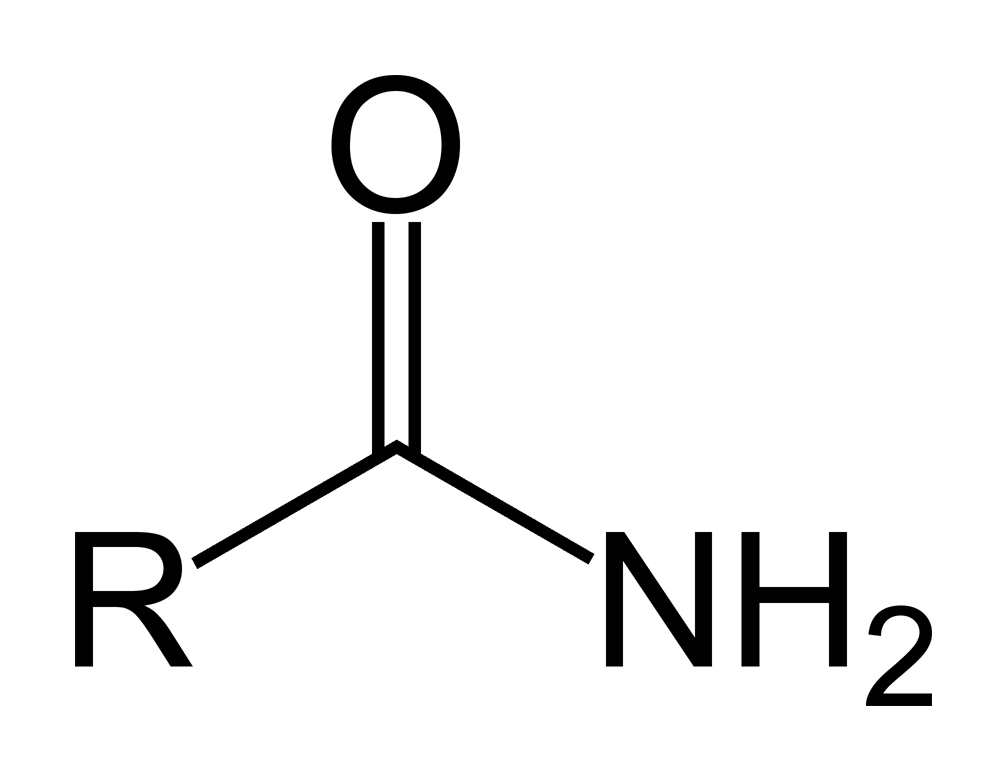
Загальна формула амідів

Амíди (англ. amides, нім. Amide pl) — сполуки, які містять аміногрупу -NH2 у певному поєднанні. Їх класифікують на аміди металів (неорганічні) та аміди кислот (здебільшого органічні):
- 1. Похідні оксокислот RkE(=O)l(OH)m (l ≠ 0), в яких кислотна гідроксигрупа замінена на аміно- або заміщену аміногрупу. Відповідні халькогенні аналоги називаються тіо-, селено- й телуроамідами. Наявність одної, двох чи трьох ацильних груп при атомі N визначає первинні, вторинні та третинні аміди (але так не можна визначати аміди з NH2, NHR і NR2 групами). Пр., бензамід PhC(=O)NH2, N, N-диметилметансульфонамід CH3S(=O)NMe2, фенілфосфонамідна кислота PhP(=O)(OH)NH2, вторинні аміди і(міди) [RC(=O)]2NH, третинні аміди [RC(=O)]3N.
- 2. Металічні похідні амінів, в яких атом H при атомі N заміщено на катіон. Інша назва — азаніди [azanides]. Пр., літій діізопропіламід (діізопропілазанід) LiN(i-Pr)2. Сильні N-нуклеофіли, легко гідролізуються до відповідних амінів.

## Аміди кислот

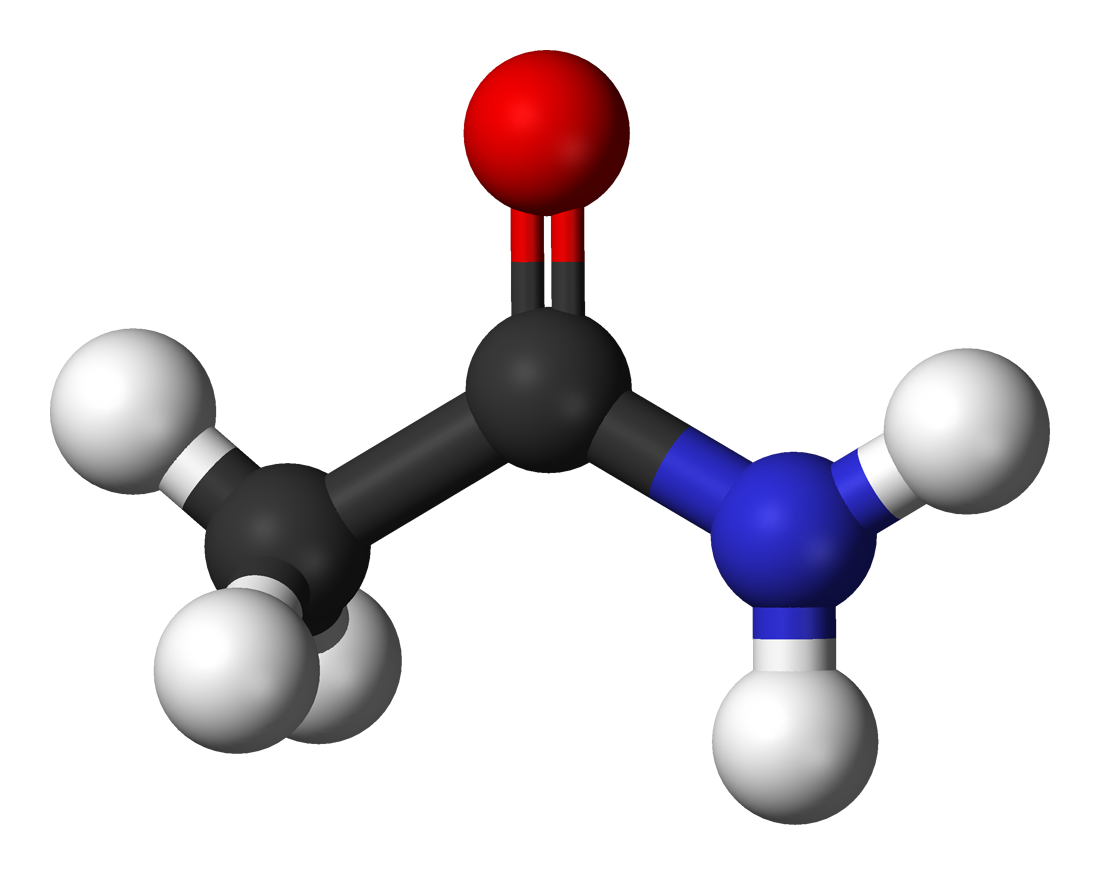
Acetamide

Acetamide

Похідні кислот, в яких гідроксильна група заміщена аміногрупою, наприклад, ацетамід — амід оцтової кислоти. Гідролізуються водою до кислоти та аміаку або відповідної солі амонію.

## Неорганічні аміди
Хімічні сполуки, що утворюються заміною одного атома водню аміаку атомом елементу. Аміди активних металів напр. амід натрію NaNH2 мають солеподібний характер. Проте подібні сполуки галогенів традиційно називають амінами: NH2Cl — хлорамін.